# Conus juliae
Conus juliae är en snäckart som beskrevs av Clench 1942. Conus juliae ingår i släktet Conus och familjen kägelsnäckor. Inga underarter finns listade i Catalogue of Life.